# Xã Creighton, Quận Knox, Nebraska
Xã Creighton (tiếng Anh: Creighton Township) là một xã thuộc quận Knox, tiểu bang Nebraska, Hoa Kỳ. Năm 2010, dân số của xã này là 197 người.